# Мошны (Черкасская область)
Мошны́ (укр. Мошни) — село в Черкасском районе Черкасской области Украины.
Население по переписи 2001 года составляло 4799 человек.

## География

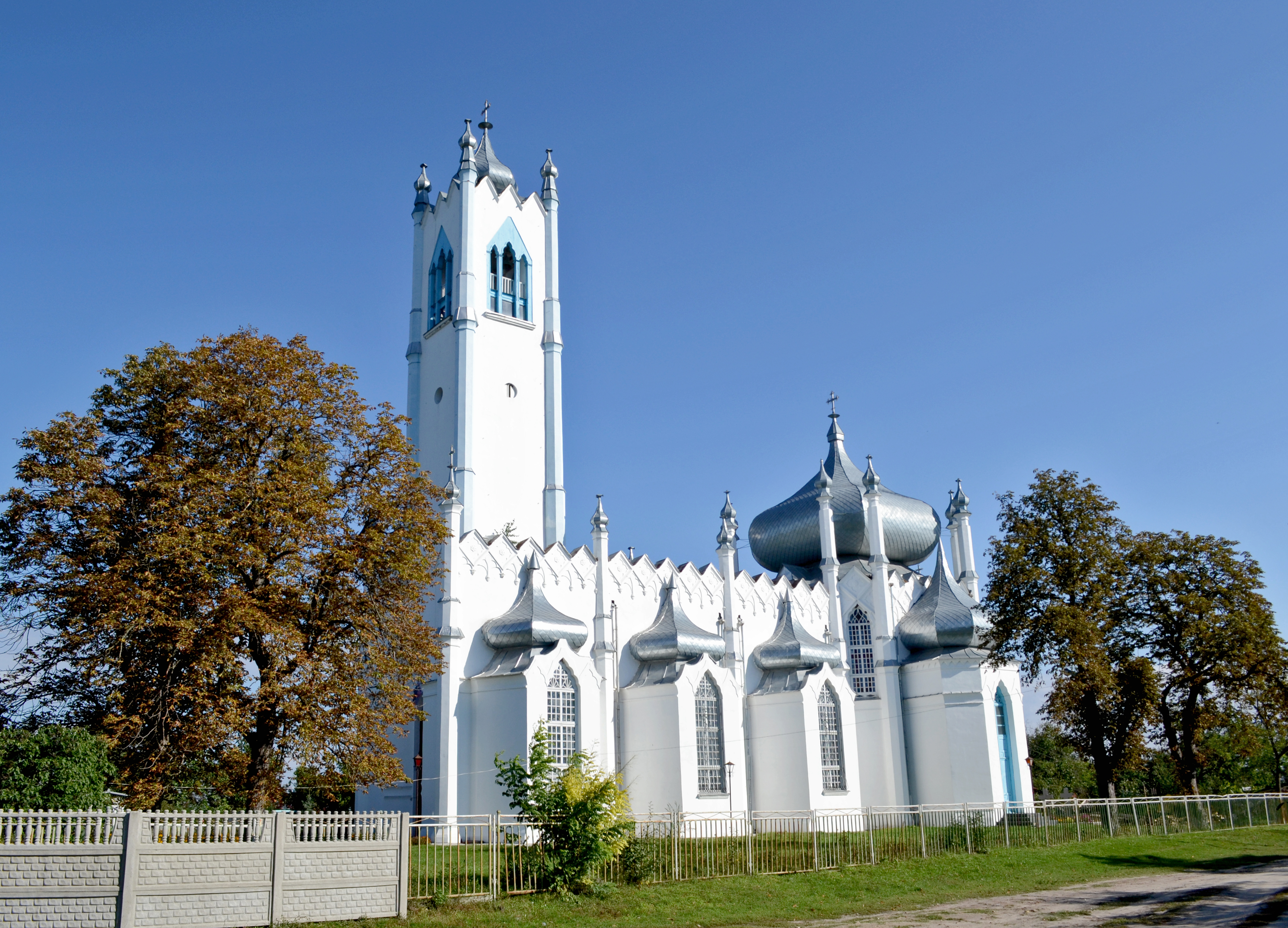
Преображенская церковь
(1839 год, арх. Г. Торичелли)

Костёл

Расположено на левом берегу реки Ольшанка неподалёку от места её впадения в Днепр. Находится 30 км от областного и районного центра — города Черкассы и в 8 км от пристани Сокирное. Расстояние до ближайшей железнодорожной станции Черкассы — 35 км. Через Мошны проходит автодорога Канев—Черкассы.

## Этимология названия
Согласно Л. Похилевичу, село было расположено на болотистой низменности, заливаемой в половодья Днепром (который протекал тогда гораздо ближе к селу), и от того и получило свое название (мошны — низменное место, покрытое мошвами). Название не уникально: в средние века было село Мошны также в Житомирском повете, существует деревня Мошны в Белоруссии. По другой версии, название происходит от речки Мошны собственно рукава старого русла Днепра. Впрочем, название речки аналогичного происхождения. В России есть целый ряд речек с названием Мошна, которое специалисты этимологизируют так: "славянское название, связанное со словом «мох», в народных говорах имевшим значение «болото». Народная этимология от «мошна» в смысле «богатство» невероятна для пограничного поселения на болоте, каким поначалу были Мошны.

## История

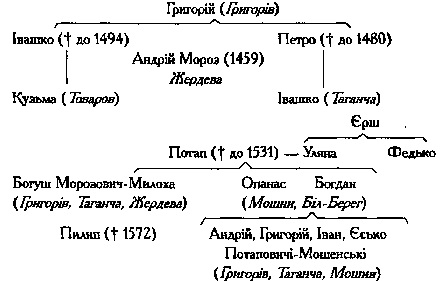
Генеалогия панов Мошинских 16 в. по М.Грушевскому

### XVI в.
Впервые упомянуто в 1494 году в грамоте великого князя литовского Александра боярину Ваську Ершовичу. Из грамоты видно, что село было пожаловано отцу Васька, боярину киевскому Ершу, последним киевским князем Семёном Олельковичем (то есть до 1470 г.), что жители его несли ясачную (сторожевую, яса — сигнал при приближении врага) повинность и что во время татарского набега (видимо, знаменитый набег крымцев Менгли-Гирея в 1482 г.) оно было полностью разорено. В связи с этим, Васько просит у великого князя позволения невозбранно принимать пришлых поселенцев, на что и получает дозволение.
Сторожевой пункт у Мошен упоминается и в описании Черкасского замка 1552 г. О сторожевой службе черкасцев в Мошнах говорится в жалобе черкасских жителей на старосту Остафия Дашковича, как они изложены в грамоте Сигизмунда I (1536): «кликивали особые есочники, на имя Шашко и Бебей, а село Ирновы Мошны, а другое Домонтово село, тыи дей вси недели год от году оную службу служивали» Сторожевая башня («хвигура»), с которой вели наблюдение и подавали сигнал тревоги, была, по преданию, на древнем городище на горе Шпиль (близ современного санатория Мошногорье).
После смерти Васька, видимо, бездетного, Мошны принадлежат его брату Федору, который записал свои имения на жену, что пыталась опротестовать его сестра Ульяна (имения были родовые, и по обычаям должны были остаться в семье). После смерти Федора его жена вышла замуж за другого, Ульяна же подала в суд и грамотой короля Сигзмунда I от 1520 г. за ней были утверждены права на Мошны.
По смерти Ульяны и её мужа Потапа Мошны переходят к их сыновьям Опанасу и Богдану, а после смерти последних — к внукам Григорию, Ивану и Есько Богдановичам Потаповчам-Мошинским (как видно, Опанас умер бездетным).
В 1572 году король Сигизмунд II Август подтверждает их права на Мошны. Также он этой грамотой передает Потаповичам выморочные имения, оставшиеся после смерти их бездетного двоюродного брата Пилипа Морозовича. Отец этого Пилипа, Богуш Морозович, показан в описи Каневского замка 1552 г., как владелец половины селища Мошны (селище — запустевшее бывшее село), где он имеет доход с уходников за рыбные и бобровые ловы и пасеки. Очевидно, эта половина отошла к нему в качестве приданого за Милоху Потаповну
Тем не менее, опись Черкасского замка, составленная в том же 1552 году, называет владельцем селища Мошны совершенно другого человека — князя Василия Домонта (он иногда даже подписывался как «Домонт Мошинский»); треть Мошен принадлежит его зятю Яну Келбовскому. Они также имеют хорошие доходы с уходников за рыбные и бобровые ловы:

Князь Василей Домонтъ маетъ домъ въ месте <г. Черкассах>, а селище на трехъ милехъ отъ места, на имя Мошны въ ловы пусто, ходяъ тамъ уходники, взялъ отъ нихъ сего году за рыбу 4 копы гроши, маетъ тежъ тамъ ловы звериные, а луки на Днепре на осетри, пускаетъ тамъ уходниковъ съ выти.

Янъ Келбовский маетъ по жоне, княжне Домонтове, въ посазе её, тамъ же у Мошнахъ третюю часть
— АЮЗР, т.1 ч.7 стр. 89-90
В 1589 году Домонт продает Мошны князю Александру Вишневецкому. Создается впечатление, что речь идет о двух разных, хотя и соседних, имениях с одним наименованием, и примерно одинаковых по доходности (в 1552 г. Богуш Морозович получил с уходников 2 копы грошей с половины села, а Домонт 4 копы со всего села). Судя по всему, речь идет о двух соседних имениях с одинаковыми названиями.

### Мошны при Вишневецких
Александр Вишневецкий заложил в Мошнах замок (остатки его рва видны до сих пор); вокруг замка располагалась так называемая Польская Слобода с костелом — место проживания польского двора князя. Князь немедленно начал добиваться предоставления Мошнам Магдебургского права, которое и было даровано грамотой короля Сигизмунда III от 9 февраля 1592 года, с предоставлением герба — копья («надаемъ печать местскую, герб ощепъ»). После его смерти князя Александра бездетным (1594) Мошны перешли к его брату Михаилу Корибуту Вишневецкому, и затем к сыну последнего, знаменитому полководцу Иеремии Вишневецкому. Вообще же Мошны оставались в роду Вишневецких почти полтора столетия. В русской «Книге Большому Чертежу» (1627) Мошны фигурируют как «город Мошна Вишневецкого». Тариффа подымной подати Киевского воеводства за 1631 год отмечает в них 50 дворов (дымов), плативших по 3 злотых, православную церковь (с попа шесть злотых), мельницу и портного. Распоряжается Мошнами в этот момент князь Константин Вишневецкий в качестве опекуна малолетних детей своего брата Михаила Корибута — Иеремия и Анны.
Село было окружено зажиточными казацкими хуторами. Здесь же строились казачьи челны — «чайки», на которых казаки спускались по Днепру до Чёрного моря и совершали свои знаменитые набеги на Турцию.
В 1637 году Мошны стали ареной казацкого восстания Павлюка. Осенью этого года лагерь в Мошнах разбил один из предводителей восстания, полковник Карп Скидан. 4/14 декабря он выпустил там универсал с призывом, «чтобы все пешие и конные скорее собирались в Мошны давать отпор бездушным неприятелям нашим». Однако на следующий вечер перед Мошнами появился передовой отряд польского полковника Лаща, высланный с целью захвата языков; он действительно захватил нескольких казаков. Казаки выступили на преследование Лаща и 6 декабря под селом Кумейки (примерно в 15 км от Мошен) вступили в бой с польскими силами и были наголову разгромлены. Поляки перебили и раненых, брошенных в Мошнах.
После восстания Хмельницкого Мошны стали сотенным местечком Черкасского казачьего полка. В Мошнах Хмельницкий подписал несколько универсалов. В последующие годы Мошны не раз разорялись: в 1665 году польскими войсками, в 1667 году татарской Белгородской ордой, и наконец были окончательно уничтожены турками и татарами во время Чигиринской войны 1677—78 гг. Оставшееся население гетман Самойлович в 1679 году переселил на Левобережье.
По условиям Вечного мира 1686 года Мошны были отнесены к полосе, которая не должна была заселяться. Они были возвращены Вишневецким.
После смерти Януша Вишневецкого в 1732 году Мошны перешло к его дочери Урсуле, бывшей замужем за Радзивиллом, воеводой Троцким. Затем Мошнами владел граф Моравский, о котором известно, что преследовал священника местной церкви Федора Кленицкого за нежелание принять унию.
Гайдамаки нападали на село в 1750, в 1758 году (когда они захватили усадьбу и спалили имущество арендаторов) и во время колиившины, в мае 1768 г. Одно время тут действовал отряд атамана Семена Неживого. По словам самих жителей, гайдамаки прибыли в село по их просьбам, «бачачи… необмежену сваволю і збиткування», из-за насилий поляков и в особенности губернатора (управителя) Мошен Подгорецкого, который бил людей палками едва не до смерти и «силував прийняти унію». В 1776 году Моравский продал Мошны князю Любомирскому, а тот, в свою очередь, поменялся с Григорием Потемкиным Мошенским и Смеленским имениями на Стародубское в Литве.
После смерти Потемкина имение досталось его племяннице Александре Энгельгардт, бывшей замужем за польским гетманом Ксаверием Браницким, и затем, в свою очередь, их старшей дочери Елизавете Браницкой, вышедшей замуж за князя Михаила Семёновича Воронцова. При Воронцове Мошны переживают расцвет.

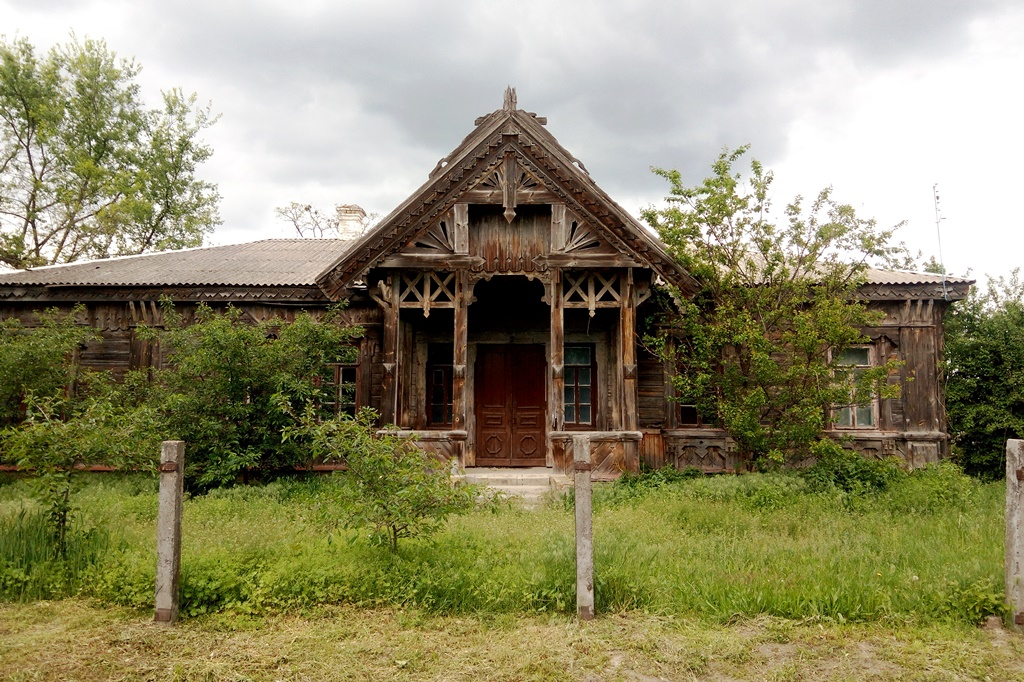
Деревянное здание земской больницы, 1894 г.

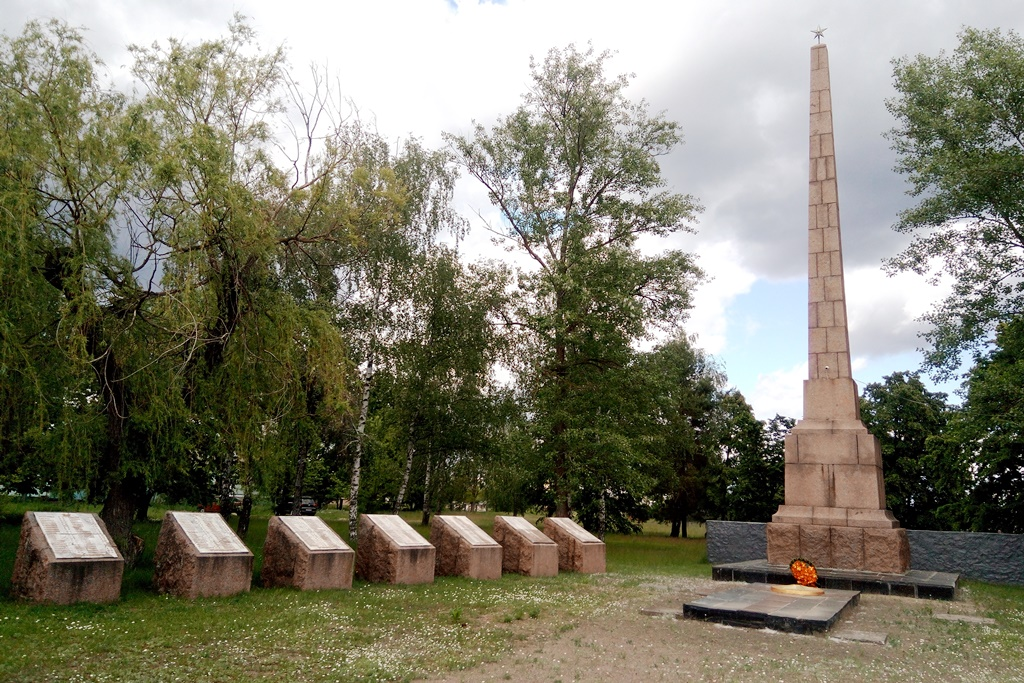
Памятник односельчанам и воинам-освободителям погибшим в годы ВОВ

В 1811 году Мошны получили статус местечка. В конце XIX века численность населения составляла 7262 человека, насчитывалось 728 дворов, две православные церкви, костел, синагога, еврейские молитвенные школы, больница с постоянным врачом, 2 церковно-приходских училища, винокуренный и кирпичный заводы, 16 ветряных мельниц.
С 1934 по 1946 г. носило название Дудницкое в честь советского государственного деятеля УССР Я. М. Дудника, уроженца села
.
В ходе Великой Отечественной войны летом 1941 года река Ольшанка стала промежуточным оборонительным рубежом РККА. В бою за мост через реку Ольшанка у села Мошны 196-я стрелковая дивизия РККА нанесла поражение частям 57-й пехотной дивизии вермахта
В 1984 году здесь был построен пионерский лагерь на 150 мест (архитектор В. Кузнецов).

## Местный совет
19615, Черкасская обл., Черкасский р-н, с. Мошны, ул. Рябоконя, 13

## Известные люди
- В селе родился Яровой, Михаил Михайлович — русский художник.
- Яким Минович Дудник — заместитель председателя Совета народных комиссаров УССР, председатель Госплана УССР, Нарком земледелия УССР.